# Mobile Suit Gundam Side Story
Mobile Suit Gundam Side Story è una trilogia di videogiochi per Sega Saturn pubblicati fra il 1996 ed il 1997 dalla Bandai. Il 27 agosto 1997 i tre volumi del videogioco sono stati pubblicati in un'unica confezione, ribattezzata Mobile Suit Gundam Side Story: The Blue Destiny. La trama del videogioco è ambientata nella time line dell'Universal Century di Gundam
Dai videogiochi è stato tratto poi un adattamento in manga ad opera di Mizuho Takayama, intitolato Kidō senshi Gundam gaiden: The Blue Destiny.